# Ormyrulus gibbus
Ormyrulus gibbus är en stekelart som beskrevs av Boucek 1986. Ormyrulus gibbus ingår i släktet Ormyrulus och familjen kägelglanssteklar.
Artens utbredningsområde är Oman. Inga underarter finns listade i Catalogue of Life.